# Rivière Savane (rivière des Neiges)
Pour les articles homonymes, voir Savane et Rivière Savane.
La rivière Savane est un affluent de la rive est de la rivière des Neiges, coulant dans le territoire non organisé de Lac-Jacques-Cartier, dans la municipalité régionale de comté (MRC) de La Côte-de-Beaupré, dans la région administrative de la Capitale-Nationale, dans la province de Québec, au Canada.
La partie supérieure de cette rivière débute au sud du Lac Allioux dans la réserve faunique des Laurentides ; puis le cours de la rivière coule à l'extérieur et plus ou moins en parallèle de la limite de la réserve. La partie supérieure de cette rivière coule plus ou moins en parallèle avec le ruisseau du Portage coulant vers le nord en traversant le Lac Savane puis empruntant le cours de la rivière Savane du Nord laquelle est un affluent de la rivière Sainte-Anne.
Cette vallée est surtout desservie par une route forestière secondaire remontant la rive sud-est de la rivière Savane. Cette route sert surtout pour les besoins de foresterie et des activités récréo-touristiques.
À cause de son altitude, la surface de la partie supérieure de la rivière Savane est généralement gelée du début de décembre jusqu'à la fin de mars ; toutefois la circulation sécuritaire sur la glace se fait généralement de la mi-décembre à la mi-mars. Le niveau de l'eau de la rivière varie selon les saisons et les précipitations ; la crue printanière survient en mars ou avril.

## Géographie
La rivière Savane prend sa source à la confluence de deux ruisseaux de montagne, à 0,6 km à l'ouest de la limite de la réserve faunique des Laurentides. Cette source est située à 2,3 km à l'ouest du ruisseau du Portage, à 12,8 km au nord-est de la confluence de la rivière Savane et de la rivière des Neiges, à 30,4 km à l'ouest de la rive ouest du fleuve Saint-Laurent et à 62,1 km au nord de l'embouchure de la rivière Montmorency.
À partir de sa source, le cours de la rivière Savane descend sur 17,3 km entièrement en zone forestière, avec une dénivellation de 200 m, selon les segments suivants :
- 3,3 km vers le sud-ouest en contournant une montagne dont le sommet atteint 1 061 m, puis bifurquant vers le sud-ouest en traversant une zone de marais en fin de segment, jusqu'à un ruisseau (venant de l'ouest) ;
- 1,7 km vers le sud-est en traversant d'abord une zone de marais, jusqu'à un ruisseau (venant de l'est) ;
- 3,5 km vers le sud en formant d'abord un crochet vers l'est, puis en formant une boucle vers l'est, en recueillant un ruisseau (venant du nord-ouest) et un autre (venant de l'est), jusqu'à un petit barrage aménagé à l'embouchure d'un petit lac ;
- 3,3 km vers le sud en passant entre deux montagnes et en recueillant deux ruisseaux (venant de l'est), jusqu'à la décharge du Lac à l'Île (venant de l'est) ;
- 4,3 km vers le sud dans une vallée de plus en plus encaissée, en recueillant le ruisseau O'Grady (venant du nord-ouest) et recueillant un ruisseau (venant de l'est) de montagne, jusqu'à un coude de rivière correspondant à un ruisseau Sauvage (venant de l'est) ;
- 1,2 km vers l'ouest dans une vallée encaissée, jusqu'à son embouchure[3].

À partir de la confluence de la rivière du Camp Brûlé, le courant descend sur 19,8 km vers le sud le cours de la rivière des Neiges, puis coule sur 46,3 km généralement vers le sud par le cours de la rivière Montmorency, jusqu'à la rive nord-ouest du fleuve Saint-Laurent.

## Toponymie
Le toponyme rivière du Camp Brûlé a été officialisé le 13 décembre 1996 à la Commission de toponymie du Québec.